# Pièce d'un demi-dollar américain Kennedy
Le demi-dollar Kennedy est une pièce de monnaie commémorative, d'une valeur de cinquante cents américains, émise à partir de 1964 par la Monnaie des États-Unis. Créée en hommage au président américain John F. Kennedy assassiné l'année précédente, son émission est approuvée par le Congrès des États-Unis un mois seulement après son assassinat. Cette pièce de monnaie reprenant les travaux existants des graveurs Gilroy Roberts et Frank Gasparro, les matrices nécessaires à sa frappe ont rapidement pu être réalisées et la pièce est émise dès janvier 1964.
La version de la pièce émise en 1964 est composée à 90 % d'argent. À partir de 1965, la proportion d'argent est réduite pour être totalement éliminée de sa composition à partir de 1970. En 1975 et 1976, une série destinée à commémorer le bicentenaire des Etats-Unis a été émise.
En 2014, une série a été émise pour commémorer le cinquantenaire de la pièce, dont une pièce en or de 0,75 ozt.